# Bozener Straße 17 (Mönchengladbach)

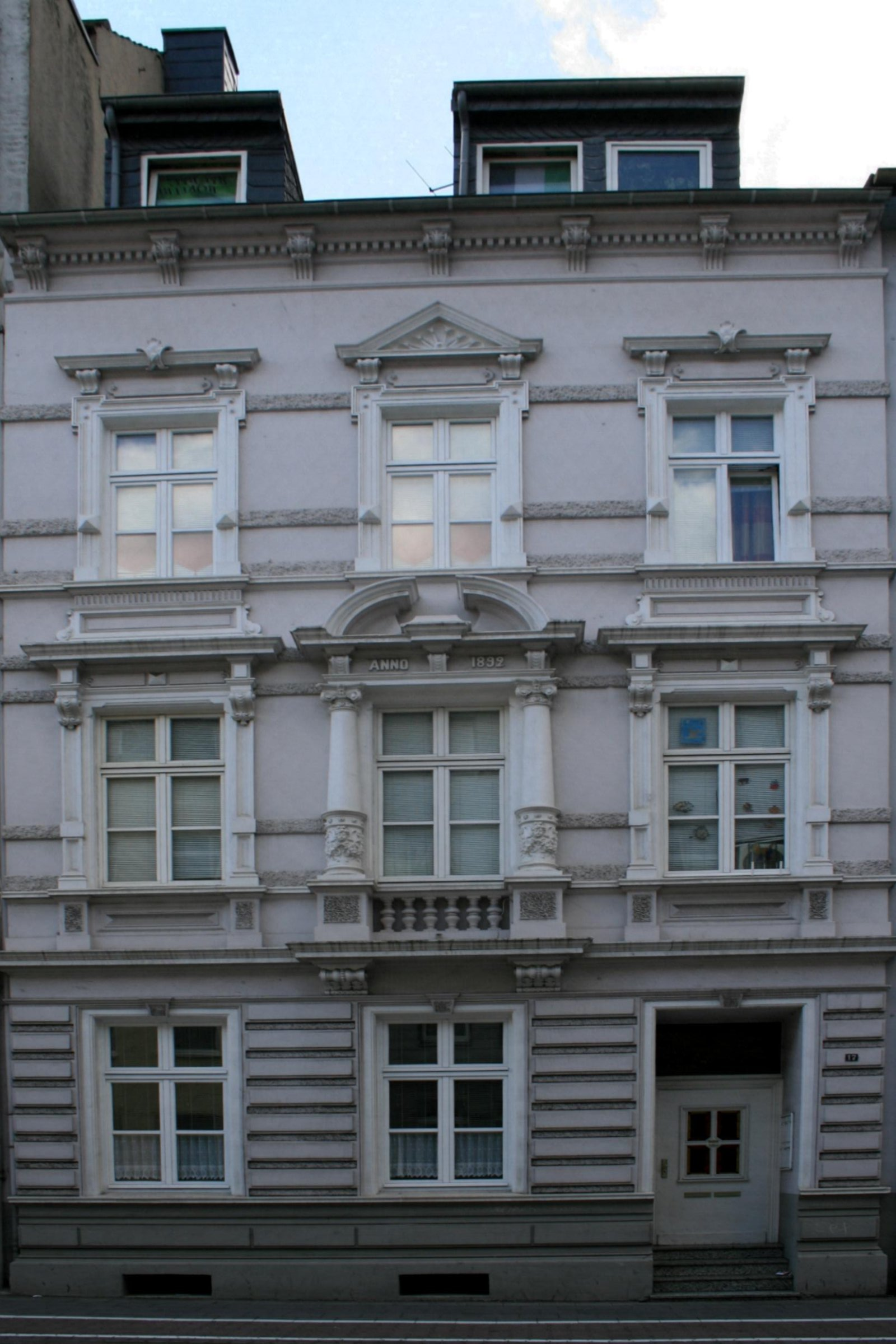
Wohnhaus (2010)

Das Wohnhaus Bozener Straße 17 steht im Stadtteil Eicken in Mönchengladbach (Nordrhein-Westfalen).
Das Gebäude wurde 1892 erbaut. Es ist unter Nr. B 059 am 15. Dezember 1987 in die Denkmalliste der Stadt Mönchengladbach eingetragen worden.

## Architektur
Die Bozener Straße liegt im Stadterweiterungsgebiet in Richtung Eicken. Sie ist in ihrem Bestand historischer Häuser durch Kriegszerstörung stark dezimiert und Haus Nr. 17 zeigt nur noch partiell, wie der Straßenzug einmal ausgesehen hat.
Bei dem Gebäude handelt es sich um ein dreigeschossiges Traufenhaus in drei Achsen und flachgeneigtem Satteldach. Symmetrisch gegliederte Stuckfassade mit gleichförmig hochrechteckigen Fenstern. Stockwerk- und Sohlbankgesims bilden die horizontale Gliederung. Über einem Friesband (Zahnschnitt) bildet das auf vorgelagerten Konsolen gestützte Dach den Abschluss des Hauses.